# Dobos Evelin
Dobos Evelin (Nyíregyháza, 1992. szeptember 16.) magyar színésznő, műsorvezető.

## Élete
Gyerekkorát a Nyírségben töltötte, majd hét éves korában családjával Debrecenbe költözött, ahol általános iskolás évei alatt gyerekszínészként játszott a Csokonai Színházban. Egy ideig balerinának készült. Középiskolai tanulmányait a Debreceni Ady Endre Gimnáziumban végezte dráma tagozaton. A 2010–2011-es tanévben különdíjat nyert a Szép magyar beszéd országos döntőjében, az utolsó évben azonban leadta a drámát és matematika fakultációra ment − de az osztály Peter Weiss Marat/Sade vizsgaelőadásába Bakota Árpád színész-rendező visszahívta, ami nagy hatást tett rá, mégis előbb a Debreceni Egyetem közgazdaság-tudományi karára felvételizett, ahol egy szűk fél évet tanult gazdálkodási és menedzsment szakon.
Érettségi után 2013-ban felvételt nyert a budapesti Színház- és Filmművészeti Egyetem televíziós műsorkészítő szakán Bárdos András osztályába. 2016-ban diplomázott, szakdolgozatát Az adaptáció dramaturgiai kérdései – Szép Ernő Lila ákác című regénye, színdarabja, valamint Székely István azonos című filmjei alapján címmel írta.
Az egyetemi évek alatt, 2014-ben megkapta első televíziós szerepét a Sült Kacsa című vígjátéksorozatban, majd feltűnt a Felejthetetlen és az Aranyélet című sorozatokban is. 2015-ben a Telekom reklámarca lett, illetve megkapta az Egynyári kaland egyik főszerepét. Szilágyi Fanni rendező a Boldogtalanság az Auróra-telepen című novelláskötethez forgatott vele könyvtrailert.
Előbb 2016-tól az M5 kulturális programajánló műsorának, a Hétvégi belépő kétórás élő adásában Bősze Ádám mellett volt műsorvezető egészen 2020-ig.
2017-ben Nemes Jeles László Napszállta című filmjében – amit a 75. Velencei Nemzetközi Filmfesztiválon mutatták be – kapott fontos szerepet, illetve Topolánszky Tamás Yvan Curtiz – A magyar, aki felforgatta Hollywoodot című filmjében játszotta el a főszereplő lányát. Ugyanebben az évben Horváth Illés és Horváth János Antal ötletgazdákkal közösen tagja volt a kulturális közösségépítő Pesti Kitérő programsorozat csapatának is.
2018-ban a Glamour Women of The Year gálán legjobb színésznőnek jelölték. 2020-ban Magyar Vöröskereszt és az Országos Vérellátó Szolgálat Az élet nem játék! Adj vért! elnevezésű nyári véradó kampányának egyik népszerűsítő nagykövete volt. A február 13-i adásban a Fábry talk show vendége volt.
2020-ban szerepet kapott a Keresztanyu című tévésorozatban. Többek között Molnár Piroska partnere volt, Róza mama kedvenc unokáját, Petrát alakította.
2022-ben A Séf meg a többiek című sorozat egyik főszereplője volt.
2022-ben A könyhafőnök VIP egyik versenyzője, és annak győztese lett.

### Családja
2024-ben kötött házasságot Kovács Dániel Richárd rendezővel.

## Szerepei
A Színházi adattárban 2017. október 26-ig regisztrált bemutatóinak száma: 2.

### Film/TV
- 2014 - Sült Kacsa (Evelin); rendezte: Karácsony Péter, rövidfilm
- 2015 - Felejthetetlen (Bejbe); rendezte: Ruszka Dorottya (rövidfilm)
- 2015 - Aranyélet (terhes anyuka); rendezte: Mátyássy Áron, Dyga Zsombor
- 2015–2017 - Egynyári kaland (Dóra); rendezte: Dyga Zsombor
- 2018 - Napszállta (Zelma[21]); rendezte: Nemes Jeles László
- 2018 - Curtiz (Kitty); rendezte: Topolánszky Tamás Yvan
- 2018 - Once a Good Man (Lena); rendezte: Berkes Bence (rövidfilm)[22]
- 2019 - A narancs útlevél (riporter); rendezte: Fazekas Gyöngyi
- 2020 - Elvtársak (Szabó); rendezte: Berkes Bence
- 2020–2022 - Keresztanyu (Harangozó Petra); rendezte: Hámori Barbara (televíziós sorozat)
- 2022 - A Séf meg a többiek (Szederkényi Viktória "Viki"); rendezte: Anger Zsolt (televíziós sorozat)
- 2022 - D*CKS (Juliet Hems), rendező: Stu Gamble
- 2023 - Tündérkert – Kísértések kora (Palotsai Anna), rendezte: Madarász Isti
- 2024 - A renitens (Rebeka), rendezte: Fazekas Csaba

### Reklám
- 2014 - Mán-Várhegyi Réka: Boldogtalanság az Auróra-telepen című novelláskötettrailer; rendezte: Kárász Karolina, Szilágyi Fanni[23][7]
- 2015 - a Telekom reklámarca (Lili)[7]